# (11426) Molster
(11426) Molster (2527 P-L) – planetoida z głównego pasa planetoid, okrążająca Słońce w ciągu 5,59 lat w średniej odległości 3,15 j.a. Odkryła ją 24 września 1960 roku trójka holenderskich astronomów – Cornelis Johannes van Houten, Ingrid van Houten-Groeneveld i Tom Gehrels. Planetoida nazwana dla upamiętnienia córeczki o imieniu Lucia Glen holenderskiego astronoma Franka Molster i jego żony Nathalie.